# Ирсаево
Ирса́ево (баш. Ирсай) — деревня в Мишкинском районе Республики Башкортостан Российской Федерации. Административный центр Ирсаевского сельсовета.

## География

### Географическое положение
Расстояние до:
- районного центра (Мишкино): 3 км,
- ближайшей ж/д станции (Загородная): 121 км.

## Население
| 2002 | 2009 | 2010 |
| ---- | ---- | ---- |
| 523  | ↘509 | ↗531 |

### Национальный состав
Согласно переписи 2002 года, преобладающая национальность — марийцы (98 %).

## Известные уроженцы
- Ирсаева, Нурия Исхаковна (род. 1942) — советская актриса, народная артистка РСФСР.